# Cape Christian
Cape Christian är en udde i Kanada.   Den ligger i territoriet Nunavut, i den nordöstra delen av landet, 2 800 km norr om huvudstaden Ottawa.
Terrängen inåt land är platt. Havet är nära Cape Christian österut. Trakten är glest befolkad. Närmaste större samhälle är Clyde River, 12,7 km väster om Cape Christian.